# Monaster Zaśnięcia Matki Bożej w Swijażsku
Monaster Zaśnięcia Matki Bożej – prawosławny klasztor męski w Swijażsku, w jurysdykcji eparchii kazańskiej Rosyjskiego Kościoła Prawosławnego.
Obiekt został wpisany 9 lipca 2017(dts) na listę światowego dziedzictwa UNESCO podczas odbywającej się w Krakowie sesji Komitetu Światowego Dziedzictwa.

## Historia
Monaster został założony w 1555 przez archimandrytę Germana, współpracownika pierwszego biskupa kazańskiego Guriasza, który też został jego pierwszym przełożonym i sprawował ten urząd do wyboru na następcę Guriasza na katedrze kazańskiej w 1564. Monaster Zaśnięcia Matki Bożej był najzamożniejszym i najbardziej wpływowym klasztorem w eparchii kazańskiej; w XVII w. posiadał ponad 50 wsi zamieszkiwanych przez kilkadziesiąt tysięcy ludzi. W 1764, po wprowadzeniu podziału klasztorów Rosyjskiego Kościoła Prawosławnego na klasy, został zaliczony do najwyższej, pierwszej, co oznaczało najwięcej miejsc (etatów) dla mnichów oraz najwyższe dotacje państwowe. Szczególnym kultem w monasterze otaczane były relikwie jego założyciela, uznanego za świętego.
Monaster funkcjonował do 1923, gdy został zamknięty przez władze radzieckie; w tym samym roku na ich polecenie odbyło się otwarcie relikwiarza św. Germana. W odebranym Cerkwi klasztorze mieściły się kolejno łagier, kolonia karna dla przestępców małoletnich, szpital psychiatryczny. Ostatnia z wymienionych instytucji działała na terenie monasteru do 1993. Cztery lata później obiekt został zwrócony pierwotnemu właścicielowi. Uroczystego ponownego otwarcia klasztoru dokonał patriarcha moskiewski i całej Rusi Aleksy II, zaś pierwszym namiestnikiem wspólnoty był ihumen Cyryl (Korowin). Część zabudowań monasterskich należy do muzeum-rezerwatu „Swijażsk”.

## Architektura
W skład kompleksu zabudowań klasztornych wchodzą następujące budowle:
- sobór Ikony Matki Bożej „Wszystkich Strapionych Radość” – największa cerkiew na terenie klasztoru, wzniesiona w latach 1898–1906 w stylu neobizantyjskim, według projektu F. Malinowskiego, z czterema ołtarzami
- sobór Zaśnięcia Matki Bożej – główny sobór monasterski wzniesiony przez budowniczych pskowskich w latach 1556–1560, poszerzony w XVII w. o część refektarzową. W XVIII w. jego kopuła została powiększona i przebudowana w stylu kozackiego baroku. We wnętrzu zachował się szesnastowieczny zespół fresków, odnawianych w końcu XIX w.[2] Renowacja soboru miała miejsce w latach 2008–2019; ponowne poświęcenie – 28 sierpnia 2019 r.[3]
- cerkiew św. Mikołaja – najstarszy budynek w monasterze, wzniesiony w latach 1555–1556 przez grupę budowniczych z Pskowa kierowaną przez Iwana Sziriaja. Z cerkwią sąsiaduje 43-metrowa, czwórkondygnacyjna dzwonnica. Częścią cerkwi jest oryginalna cela św. Germana (Sadyriewa-Polewa)[2]
- dom archimandrytów – dwupiętrowy siedemnastowieczny obiekt mieszkalny, w latach 1829–1859 siedziba niższej szkoły duchownej przeniesionej następnie do Kazania.
- szkoła klasztorna z XVIII w.
- budynek mieszkalny dla mnichów z cerkwią św. Mitrofana z Woroneża[2].